# Gugusar
Gugusar, pseudonimo di Guðlaug Sóley Höskuldsdóttir (Reykjavík, 2004), è una cantante islandese.

## Biografia
Nata e cresciuta nel quartiere Grafarvogur della capitale islandese, Gugusar si è esibita dal vivo per la prima volta con il suo nome d'arte nel 2019 al concorso musicale Músiktilraunir, dove ha vinto il primo premio nella categoria per la musica elettronica con il brano Marthröð.
Dopo aver firmato con la Sony Music Iceland, nel febbraio 2020 ha pubblicato il suo album di debutto Listen to This Twice, cantato prevalentemente in lingua inglese.
Il secondo disco di Gugusar, 12:48, è uscito nel novembre 2022 ed è entrato alla 18ª posizione nella classifica islandese degli album, regalandole il suo primo piazzamento nella hit parade nazionale. Registrato perlopiù in islandese, l'album è stato promosso al festival Iceland Airwaves, dove la cantante si è esibita come headliner.

## Discografia

### Album in studio
- 2020 – Listen to This Twice
- 2022 – 12:48

### Singoli
- 2019 – I'm Not Supposed to Say This
- 2019 – If U Wanna Go
- 2019 – Marthröð
- 2020 – Frosið sólarlag (con Auður)
- 2021 – Röddin í Klettunum
- 2021 – Glerdúkkan
- 2022 – Annar séns
- 2023 – Vonin
- 2024 – Ekkert gerðist
- 2024 – Merki